# Janet Jackson-videográfia
Janet Jackson videoklipjei.

## Videóklipek listája
| Év   | Album                  | Klip címe                                                            | Rendező                        |
| ---- | ---------------------- | -------------------------------------------------------------------- | ------------------------------ |
| 1984 | Dream Street           | Dream Street                                                         | Debbie Allen                   |
| 1986 | Control                | What Have You Done for Me Lately                                     | Brian Jones, Piers Ashworth    |
| 1986 | Control                | Nasty                                                                | Mary Lambert                   |
| 1986 | Control                | When I Think of You                                                  | Julian Temple                  |
| 1986 | Control                | Control                                                              | Mary Lambert                   |
| 1987 | Control                | Let’s Wait Awhile                                                    | Dominic Sena                   |
| 1987 | –                      | Diamonds                                                             | John Small                     |
| 1987 | Control                | The Pleasure Principle                                               | Dominic Sena                   |
| 1989 | Rhythm Nation 1814     | Miss You Much                                                        | Dominic Sena                   |
| 1989 | Rhythm Nation 1814     | The Knowledge                                                        | Dominic Sena                   |
| 1989 | Rhythm Nation 1814     | Rhythm Nation                                                        | Dominic Sena                   |
| 1990 | Rhythm Nation 1814     | Escapade                                                             | Peter Smillie                  |
| 1990 | Rhythm Nation 1814     | Alright                                                              | Julian Temple                  |
| 1990 | Rhythm Nation 1814     | Alright (Extended Version feat. Heavy D)                             | Julian Temple                  |
| 1990 | Rhythm Nation 1814     | Come Back to Me                                                      | Dominic Sena                   |
| 1990 | Rhythm Nation 1814     | Black Cat                                                            | Wayne Isham                    |
| 1991 | Rhythm Nation 1814     | Love Will Never Do (Without You) (fekete-fehér)                      | Herb Ritts                     |
| 1991 | Rhythm Nation 1814     | Love Will Never Do (Without You) (színes)                            | Herb Ritts                     |
| 1992 | –                      | The Best Things in Life Are Free                                     | Paris Barclay                  |
| 1993 | janet.                 | That’s the Way Love Goes                                             | René Elizondo                  |
| 1993 | janet.                 | That’s the Way Love Goes (One Take Version)                          | René Elizondo                  |
| 1993 | janet.                 | If                                                                   | Dominic Sena                   |
| 1993 | janet.                 | If (All Dance Version)                                               | Dominic Sena                   |
| 1993 | janet.                 | Again                                                                | René Elizondo                  |
| 1993 | janet.                 | Again (Alternatív változat a Hazug igazság film jeleneteivel)        | René Elizondo                  |
| 1994 | janet.                 | Because of Love                                                      | Walter Kerner, Mindy Lipshultz |
| 1994 | janet.                 | Any Time, Any Place                                                  | Keir McFarlane                 |
| 1994 | janet.                 | Any Time, Any Place (R. Kelly Mix)                                   | Keir McFarlane                 |
| 1994 | janet.                 | You Want This (fekete-fehér)                                         | Keir McFarlane                 |
| 1994 | janet.                 | You Want This (színes)                                               | Keir McFarlane                 |
| 1995 | janet.                 | Whoops Now                                                           | Yuri Elizondo                  |
| 1995 | janet.                 | What’ll I Do                                                         | Yuri Elizondo                  |
| 1995 | –                      | Scream                                                               | Mark Romanek                   |
| 1992 | –                      | The Best Things in Life Are Free (K-Klass 7" Mix)                    | Peter MacDonald                |
| 1995 | Design of a Decade     | Runaway                                                              | Marcus Nispel                  |
| 1996 | Design of a Decade     | Twenty Foreplay                                                      | Keir McFarlane                 |
| 1997 | The Velvet Rope        | Got ‘til It’s Gone                                                   | Mark Romanek                   |
| 1997 | The Velvet Rope        | Together Again                                                       | Seb Janiak                     |
| 1997 | The Velvet Rope        | Together Again (Deeper Remix)                                        | René Elizondo                  |
| 1998 | The Velvet Rope        | You                                                                  | David Mallet                   |
| 1998 | The Velvet Rope        | I Get Lonely                                                         | Paul Hunter                    |
| 1998 | The Velvet Rope        | I Get Lonely (TNT Remix)                                             | Paul Hunter                    |
| 1998 | The Velvet Rope        | Go Deep                                                              | Jonathan Dayton, Valerie Faris |
| 1998 | The Velvet Rope        | Every Time                                                           | Matthew Rolston                |
| 1998 | –                      | Luv Me, Luv Me                                                       | Marc Klasfeld                  |
| 1999 | –                      | Girlfriend/Boyfriend                                                 | Joseph Kahn                    |
| 1999 | –                      | What’s It Gonna Be?!                                                 | Hype Williams                  |
| 2000 | All for You            | Doesn’t Really Matter                                                | Joseph Kahn                    |
| 2001 | All for You            | All for You                                                          | Dave Meyers                    |
| 2001 | All for You            | Someone to Call My Lover                                             | Francis Lawrence               |
| 2001 | All for You            | Someone to Call My Lover (So So Def Remix)                           | Francis Lawrence               |
| 2001 | All for You            | Son of a Gun (I Betcha Think This Song Is About You)                 | Francis Lawrence               |
| 2001 | All for You            | Son of a Gun (I Betcha Think This Song Is About You) (P Diddy Remix) | Francis Lawrence               |
| 2002 | –                      | Feel It Boy                                                          | Joseph Kahn                    |
| 2003 | –                      | Janet Megamix 04                                                     |                                |
| 2004 | Damita Jo              | Just a Little While                                                  | David Meyers                   |
| 2004 | Damita Jo              | Just a Little While (Live)                                           |                                |
| 2004 | Damita Jo              | I Want You                                                           | David Meyers                   |
| 2004 | Damita Jo              | All Nite (Don’t Stop)                                                | Francis Lawrence               |
| 2004 | Damita Jo              | All Nite (Don’t Stop) (Edited)                                       | Francis Lawrence               |
| 2005 | –                      | Gotta Getcha                                                         | Bryan Barber                   |
| 2006 | 20 Y.O.                | Call on Me                                                           | Hype Williams                  |
| 2006 | 20 Y.O.                | So Excited                                                           | Joseph Kahn                    |
| 2006 | 20 Y.O.                | So Excited (Revised Version)                                         | Joseph Kahn                    |
| 2006 | 20 Y.O.                | So Excited (Premiere Version)                                        | Joseph Kahn                    |
| 2008 | Discipline             | Feedback                                                             | Saam Farahmand                 |
| 2008 | Discipline             | Feedback (rendezői változat)                                         | Saam Farahmand                 |
| 2008 | Discipline             | Rock with U                                                          | Saam Farahmand                 |
| 2009 | Number Ones / The Best | Make Me                                                              | Robert Hales                   |
| 2010 | –                      | We Are the World 2010 for Haiti                                      | Paul Haggis                    |
| 2010 | –                      | Nothing                                                              | Tim Palen                      |

## Videókazetták és DVD-k
| Videóklip-gyűjtemények | Videóklip-gyűjtemények                 | Videóklip-gyűjtemények            | Videóklip-gyűjtemények |
| Év                     | Cím                                    | Formátum                          | Klipek száma           |
| ---------------------- | -------------------------------------- | --------------------------------- | ---------------------- |
| 1986                   | Control – The Videos                   | VHS, video CD                     | 3                      |
| 1987                   | Control – The Videos, Part II          | VHS, video CD                     | 3                      |
| 1989                   | Janet Jackson’s Rhythm Nation 1814     | VHS, video CD                     | 4                      |
| 1990                   | The Rhythm Nation Compilation          | VHS, video CD, DVD                | 7                      |
| 1994                   | janet.                                 | VHS, video CD                     | 9                      |
| 1995                   | Design of a Decade 1986/1996           | VHS, video CD, DVD                | 14                     |
| 2001                   | All for You (DVD edition)              | bónusz DVD az album új kiadásához | 19                     |
| 2004                   | From janet. to Damita Jo: The Videos   | DVD                               | 18                     |
| Koncertfelvételek      |                                        |                                   |                        |
| Év                     | Cím                                    | Formátum                          |                        |
| 1999                   | The Velvet Rope Tour – Live in Concert | VHS, video CD, DVD                |                        |
| 2002                   | Live in Hawaii                         | DVD                               |                        |